# بیمارستان بدفورد
بیمارستان بدفورد (به انگلیسی: Bedford Hospital) بیمارستانی سرویس سلامت عمومی (ان اچ اس) در شهر بدفوردشایر کشور بریتانیا است که در سال ۱۸۹۷ میلادی ساخته شده و دارای ۴۰۰ تخت است.